# The Times They Are a-Changin' (пісня)
The Times They Are a-Changin’ (укр. Часи, вони змінюються) — пісня Боба Ділана, записани ним у 1963 році для альбому The Times They Are A-Changin'. Редакція журналу Rolling Stone помістила дану пісню на 59 сходинку у списку 500 найкращих пісень усіх часів.

## Створення і запис
Ділан, мабуть, записав демо-версію пісні у вересні-жовтні 1963 року, яка пізніше була офіційно презентована у The Bootleg Series Volumes 1–3 (Rare & Unreleased) 1961–1991. Запис студійної версії проходив у Columbia Records у Нью-Йорку 23 та 24 жовтня, яка і стала заголовним треком третього альбому. Частинка «a-» у назві пісні є архаїчною приставкою посилення, яку часто використовували у британських піснях («A-Hunting We Will Go» та '«Here We Come A-wassailing») протягом 18-19 століть.
Ділан пригадував, що написання пісні було його спробою створити гімн змінам того часу. У 1985 році він сказав Камерону Кроу: «Це, безсумнівно, була пісня із ціллю. У ній, звісно, був вплив ірландських та шотландських балад… „Come All Ye Bold Highway Men“, „Come All Ye Tender Hearted Maidens“. Я хотів написати величну пісню із короткими та лаконічними віршами, які взаємодіють один із одним гіпнотичним чином. Рух за громадянські права і рух народної музики були дуже близькими певний час»
Біограф Ділана Клінтон Хейлін згадує, як Тоні Гловер, який гостював у Ділана у вересні 1963 року, взяв аркуш паперу із піснею, над якою Ділан якраз працював в той час, та зачитав один рядок: «Come senators, congressmen, please heed the call…» («Прийдіть сенатори, конгресмени, будь ласка, прислухайтесь до заклику»). Повернувшись до Ділана, Гловер запитав: «Що це за лайно?». Ділан знизав плечима та відповів: «Знаєш, здається це те, що люди хочуть чути».
22 листопала 1963 року, менше ніж за місяць після запису Діланом пісні, президент США Джон Кеннеді бу вбитий у Далласі. Наступного вечора Ділан розпочав свій концерт із пісні The Times They Are a-Changin’

## Кавер-версії
| Виконавець                            | Альбом                                                                           | Рік  |
| ------------------------------------- | -------------------------------------------------------------------------------- | ---- |
| Peter Paul & Mary                     | In Concert                                                                       | 1964 |
| Simon and Garfunkel                   | Wednesday Morning, 3 AM                                                          | 1964 |
| The Beach Boys                        | Beach Boys' Party!                                                               | 1965 |
| Odetta                                | Odetta Sings Dylan                                                               | 1965 |
| The Seekers                           | A World of Our Own                                                               | 1965 |
| The Byrds                             | Turn! Turn! Turn!                                                                | 1965 |
| Boudewijn de Groot                    | Apocalyps                                                                        | 1966 |
| Bob Lind                              | The Elusive Bob Lind                                                             | 1966 |
| Flatt & Scruggs                       | Nashville Airplane                                                               | 1968 |
| Cher                                  | With love, Cher                                                                  | 1968 |
| Burl Ives                             | The Times They Are A-Changin'                                                    | 1968 |
| The Hollies                           | Hollies Sing Dylan                                                               | 1969 |
| Nina Simone                           | To Love Somebody                                                                 | 1969 |
| Josephine Baker                       | Recorded Live at Carnegie Hall                                                   | 1973 |
| James Taylor & Карлі Саймон           | No Nukes benefit concert                                                         | 1978 |
| Vice Squad                            | No Cause for Concern                                                             | 1981 |
| Біллі Джоел                           | КОНЦЕРТ                                                                          | 1987 |
| Tracy Chapman                         | The 30th Anniversary Concert Celebration                                         | 1992 |
| Barbara Dickson & Gerry Rafferty      | Don't Think Twice It's All Right                                                 | 1992 |
| Richie Havens                         | Cuts to the Chase                                                                | 1994 |
| Філ Коллінз                           | Dance Into the Light                                                             | 1996 |
| Judy Collins                          | Both Sides Now                                                                   | 1998 |
| Manfred Mann's Earth Band             | Best of Manfred Mann's Earth Band 2 1972—2000                                    | 2000 |
| Blackmore's Night                     | Fires At Midnight                                                                | 2001 |
| Me First and the Gimme Gimmes         | Turn Japanese                                                                    | 2001 |
| Джоан Баез                            | This Land Is Your Land: Songs of Freedom                                         | 2002 |
| Will Hoge                             | The America EP                                                                   | 2004 |
| Keb' Mo                               | Peace… back by popular demand                                                    | 2004 |
| Біллі Джоел                           | My Lives                                                                         | 2005 |
| Les Fradkin                           | If Memory Serves You Well                                                        | 2006 |
| A Whisper in the Noise                | Lady In The Water                                                                | 2006 |
| Браян Феррі                           | Dylanesque                                                                       | 2007 |
| Mason Jennings                        | I'm Not There                                                                    | 2007 |
| The Parlotones                        | VideoControlledRobot                                                             | 2008 |
| Damien Leith                          | Catch the Wind: Songs of a Generation                                            | 2008 |
| Брюс Спрінґстін                       | The Kennedy Center                                                               | 2008 |
| Chuck Ragan                           | Revival Road                                                                     | 2008 |
| Keb' Mo'                              | Peace… Back by Popular Demand                                                    | 2008 |
| Гербі Генкок із Lisa Hannigan (вокал) | The Imagine Project                                                              | 2010 |
| D.O.A.                                | Talk-Action=0                                                                    | 2010 |
| Flogging Molly                        | Chimes of Freedom: Songs of Bob Dylan Honoring 50 Years of Amnesty International | 2012 |
| Frank Turner та Billy Bragg           | Live From Wembley Friday 13th April 2012 DVD                                     | 2012 |
| Medeski Scofield Martin & Wood        | Juice                                                                            | 2014 |

## Сингл «Blackmore's Night»
1. «The Times They Are A Changin'» — 3:31
2. «Sake Of Song» — 5:06
3. «The Times They Are A Changin (Video Clip)» — 3:12

## Саундтрек
Пісня була використана як саундтрек до фільму Хранителі.